# Myrcia bergiana
Myrcia bergiana  es una especie de planta fanerógama en la familia de las Myrtaceae.

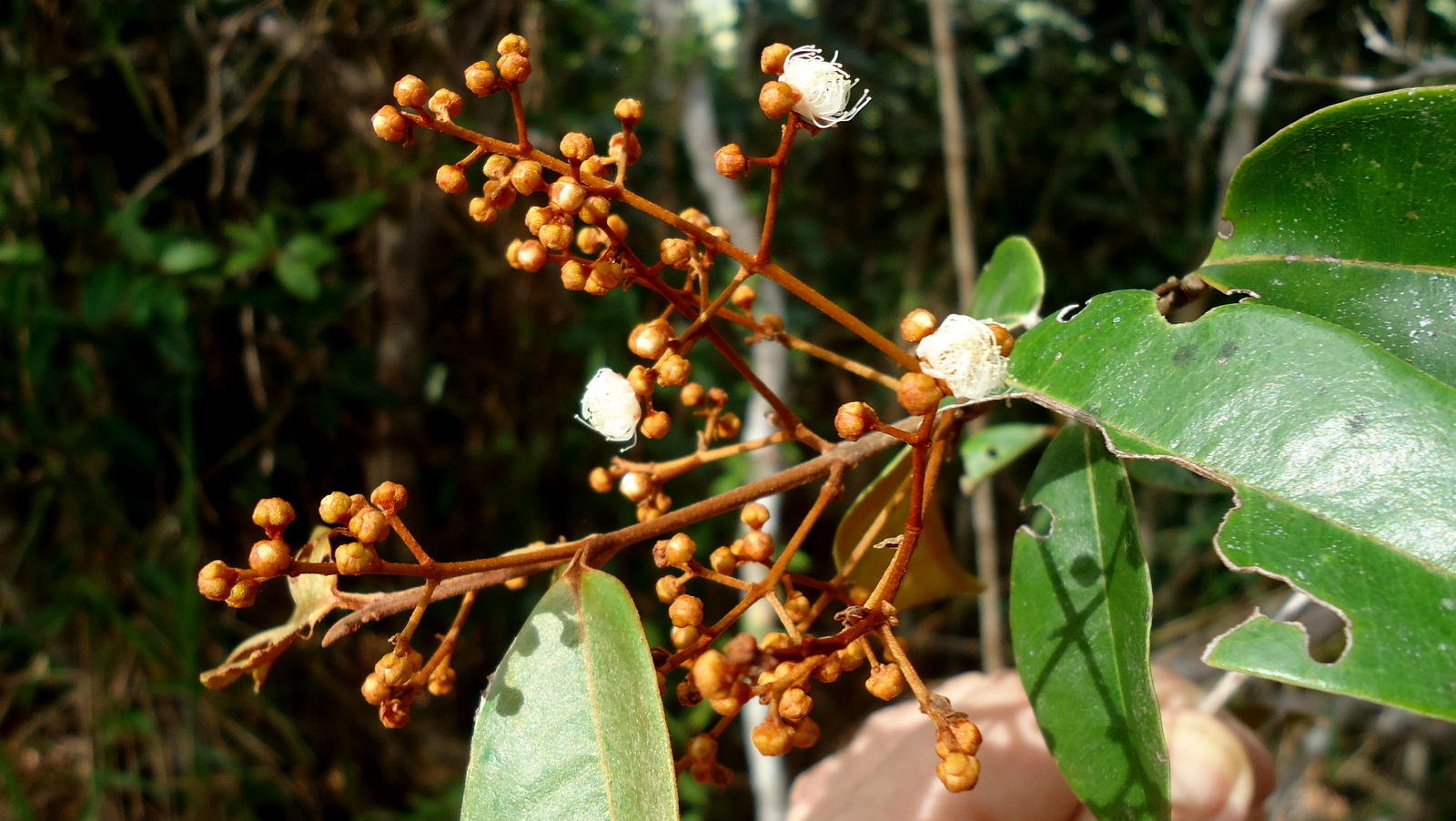
Frutos

## Distribución y hábitat
Es endémica de Brasil donde se distribuye por la Caatinga y la Mata Atlántica.

## Taxonomía
Myrcia bergiana fue descrita por Otto Karl Berg y publicado en Flora Brasiliensis 14(1): 194. 1857
Sinonimia
- Myrcia bergiana var. angustifolia O.Berg	[3]